# Du trägst keine Liebe in dir
Du trägst keine Liebe in dir ist ein Lied der deutschen Popgruppe Echt, das am 19. August 1999 als Leadsingle ihres zweiten Studioalbums Freischwimmer erstmals veröffentlicht wurde. Es verhalf der Band zum musikalischen Durchbruch.

## Inhalt
Inhaltlich geht es um einen Mann, der seine Ex-Freundin wiedertrifft, die schon wieder von ihrem neuen Liebhaber verlassen wurde. Aus Sicht eines ihrer vielen Männer trage sie keine Liebe in sich, nicht für ihn und für irgendwen. Sie zieht nervös an ihrer Zigarette und lächelt immerzu aufgesetzt, was in dem Lied an ihr kritisiert wird.
Mit Fernsehen mit deiner Schwester befindet sich noch ein weiterer Titel auf der Maxi-CD-Veröffentlichung.

## Rezeption
Der Titel verhalf der Band Echt zum endgültigen musikalischen Durchbruch im deutschsprachigen Raum und wird bis heute im Radioprogramm gespielt.
2003 veröffentlichte die US-Band The Deuce Project mit Stone Cold eine englischsprachige Version des Hits. Darüber hinaus entstanden bereits ab 2000 zahlreiche Coverversionen in deutscher Sprache.
2023 verwendete Philipp Schwär die prägnanten Anfangstakte von Du trägst keine Liebe in dir als Ausgangspunkt für seine Filmmusik für die Dokumentarfilmtrilogie ECHT – Unsere Jugend.

### Charts und Chartplatzierungen
| ChartsChartplatzierungen | Höchstplatzierung | Wochen |
| ------------------------ | ----------------- | ------ |
| Deutschland (GfK)        | 7 (20 Wo.)        | 20     |
| Österreich (Ö3)          | 10 (20 Wo.)       | 20     |
| Schweiz (IFPI)           | 17 (20 Wo.)       | 20     |

### Auszeichnungen für Musikverkäufe
| Land/Region        | Auszeichnungen für Musikverkäufe (Land/Region, Auszeichnung, Verkäufe) | Verkäufe |
| ------------------ | ---------------------------------------------------------------------- | -------- |
| Deutschland (BVMI) | Gold                                                                   | 250.000  |
| Insgesamt          | 1× Gold ·                                                              | 250.000  |

## Coverversionen
- 2000: Mambo Kurt
- 2009: Axel Fischer
- 2014: Nino de Angelo
- 2015: Revolverheld
- 2019: Bailando Beat
- 2021: Salò
- 2025: Alexander Eder